# Española (Ontario)
Española (Espanola en inglés) es una ciudad del sur de la provincia de Ontario, Canadá, cabeza del distrito de Sudbury. Está situada a orillas del río Spanish, aproximadamente a 70 kilómetros al oeste del centro de la ciudad de Sudbury, justo al sur de la intersección de las autopistas 6 y 17.

## Historia
El origen del nombre de Española se ha atribuido a su origen en el Colegio Herbart, hace más de 150 años, de acuerdo a una leyenda que dice que el profesor de español sugirió a sus alumnos buscar un nombre para esta región del mundo en la que se relata que una tribu Ojibwa de la zona a mediados del siglo XVIII mandó una expedición de guerra muy lejos hacia el sur. A su regreso los expedicionarios trajeron consigo a una mujer que hablaba español y que se casó más tarde con un miembro de la tribu que vivía a orillas del río, enseñando a sus hijos el español. Más tarde, cuando los Voyageurs y los Coureur des bois franceses establecieron contacto con la tribu se percataron de que usaban términos en español y la denominaron Espagnole. Por afinidad, los ingleses pasaron a llamarlos Espanola y al río Spanish River.
Española se fundó a principios del siglo XX como una ciudad de la compañía (city company) para la Spanish River Pulp and Paper Company, que estableció una fábrica de papel en el lugar. La ciudad creció rápidamente para convertirse en una bulliciosa ciudad con un hotel, una escuela y hasta un teatro.
El 21 de enero de 1910 un tren de la Canadian Pacific Railways descarriló por un puente ferroviario a 10 kilómetros al este de la ciudad, cayendo desde una altura de casi 10 metros a las frías aguas del Spanish River: 43 personas perecieron en el que ha sido unos de los peores accidentes de esta empresa ferroviaria.
En 1930 la fábrica de papel cerró por culpa de la Gran depresión y Española se convirtió en una ciudad fantasma hasta la Segunda Guerra Mundial, cuando se estableció un campo de prisioneros de guerra alemanes. En 1946 la ya extinta Kalamazoo Vegetable Parchment Company (KPV)reabrió la fábrica de papel para producir papel de embalaje. El 1 de marzo de 1958, Española se constituyó legalmente como ciudad. En 1966 la empresa Brown Forest Industries compró KPV, revendiéndola a E. B. Eddy, que la explotó hasta junio de 1998. Ahora la fábrica pertenece a la empresa Domtar y sigue siendo la principal fuente de empleo de la ciudad.

## Demografía
Tendencia de la población:
- Población en 2011: 5.364 (cambio de la población de 2006 a 2011: 0,9%)
- Población en 2006: 5.314
- Población en 2001: 5.449
- Población en 1996: 5.454
- Población en 1991: 5.527